# Mistrovství Evropy v atletice 2006

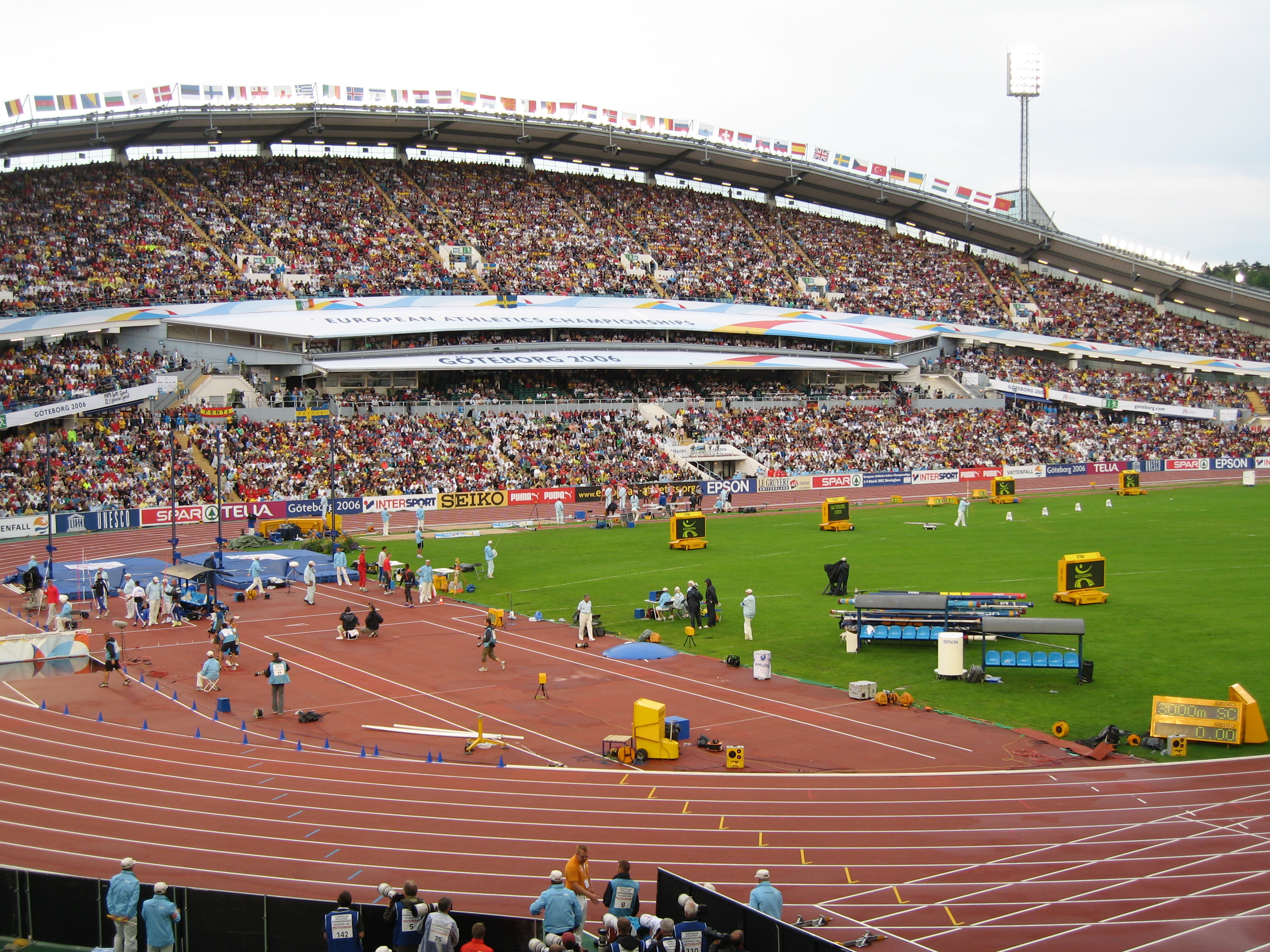
Stadion Ullevi 11. srpna 2006

19. mistrovství Evropy v atletice se uskutečnilo ve švédském Göteborgu ve dnech 7. – 13. srpna 2006. Atletické disciplíny probíhaly na stadionu Ullevi, kde se mj. odehrávalo i MS v atletice v roce 1995. Švédsko hostilo evropský šampionát již v roce 1958, kdy se ve Stockholmu konal šestý ročník.
Zúčastnilo se dohromady 1 370 atletů a atletek ze 48 evropských zemí. Soutěžilo se ve 47 disciplínách (24 mužských a 23 ženských).

## Česká účast
Rekordních 46 atletů (23 mužů a 23 žen) čítala před startem evropského šampionátu česká výprava. Do švédského Göteborgu jich nakonec odcestovalo 45. Kvůli zranění úponu na ruce se nemohla zúčastnit oštěpařka Nikola Brejchová.

## Medailisté

### Muži
| Soutěž            | Zlato                                                                                      | Stříbro                                                                              | Bronz                                                                              |
| ----------------- | ------------------------------------------------------------------------------------------ | ------------------------------------------------------------------------------------ | ---------------------------------------------------------------------------------- |
| 100 m             | Francis Obikwelu 9,99                                                                      | Andrej Jepišin 10,10                                                                 | Matic Osovnikar 10,14                                                              |
| 200 m             | Francis Obikwelu 20,01                                                                     | Johan Wissman 20,38                                                                  | Marlon Devonish 20,54                                                              |
| 400 m             | Marc Raquil 45,02                                                                          | Vladislav Frolov 45,09                                                               | Leslie Djhone 45,40                                                                |
| 800 m             | Bram Som 1:46,56                                                                           | David Fiegen 1:46,59                                                                 | Sam Ellis 1:46,64                                                                  |
| 1500 m            | Mehdi Baala 3:39,02                                                                        | Ivan Heško 3:39,50                                                                   | Juan Carlos Higuero 3:39,62                                                        |
| 5000 m            | Jesús España 13:44,70                                                                      | Mohamed Farah 13:44,79                                                               | Juan Carlos Higuero 13:46,48                                                       |
| 10 000 m          | Jan Fitschen 28:10,94                                                                      | José Manuel Martínez 28:12,06                                                        | Juan Carlos de la Ossa 28:13,73                                                    |
| Maraton           | Stefano Baldini 2.11:32                                                                    | Viktor Röthlin 2.11:50                                                               | Julio Rey 2.12:37                                                                  |
| 110 m překážek    | Staņislavs Olijars 13,24                                                                   | Thomas Blaschek 13,46                                                                | Andy Turner 13,56                                                                  |
| 400 m překážek    | Periklís Iakovakis 48,46                                                                   | Marek Plawgo 48,71                                                                   | Rhys Williams 49,12                                                                |
| 3000 m překážek   | Jukka Keskisalo 8:24,89                                                                    | José Luis Blanco 8:26,22                                                             | Bouabdellah Tahri 8:27,15                                                          |
| Štafeta 4 × 100 m | Spojené království 38,91 Dwain Chambers Darren Campbell Marlon Devonish Mark Lewis-Francis | Polsko 39,05 Przemysław Rogowski Łukasz Chyła Marcin Jędrusiński Dariusz Kuć         | Francie 39,07 Oudéré Kankarafou Ronald Pognon Fabrice Calligny David Alerte        |
| Štafeta 4 × 400 m | Francie 3:01,10 Leslie Djhone Idrissa M'Barke Naman Keïta Marc Raquil                      | Spojené království 3:01,63 Robert Tobin Rhys Williams Graham Hedman Timothy Benjamin | Polsko 3:01,73 Daniel Dąbrowski Piotr Kędzia Piotr Rysiukiewicz Rafał Wieruszewski |
| Chůze na 20 km    | Francisco Fernández 1.19:09                                                                | Valerij Borčin 1.20:00                                                               | João Vieira 1.20:09                                                                |
| Chůze na 50 km    | Yohann Diniz 3.41:39                                                                       | Jesus Angel Garcia 3.42:48                                                           | Jurij Andronov 3.43:26                                                             |
| Skok do výšky     | Andrej Silnov 2,36 m                                                                       | Tomáš Janků 2,34 m                                                                   | Stefan Holm 2,34m                                                                  |
| Skok o tyči       | Alexandr Averbuch 5,70 m                                                                   | Tim Lobinger 5,65 m Romain Mesnil 5,65 m                                             | neudělena                                                                          |
| Skok daleký       | Andrew Howe 8,20 m                                                                         | Greg Rutherford 8,13 m                                                               | Oleksij Lukaševyč 8,12 m                                                           |
| Trojskok          | Christian Olsson 17,67 m                                                                   | Nathan Douglas 17,21 m                                                               | Marian Oprea 17,18 m                                                               |
| Vrh koulí         | Ralf Bartels 21,13 m                                                                       | Joachim Olsen 21,09 m                                                                | Rutger Smith 20,90 m                                                               |
| Hod diskem        | Virgilijus Alekna 68,67 m                                                                  | Gerd Kanter 68,03 m                                                                  | Aleksander Tammert 66,14 m                                                         |
| Hod kladivem      | Olli-Pekka Karjalainen 80,84 m                                                             | Vadim Devjatovskij 80,76 m                                                           | Markus Esser 79,19 m                                                               |
| Hod oštěpem       | Andreas Thorkildsen 88,78 m                                                                | Tero Pitkämäki 86,44 m                                                               | Jan Železný 85,92 m                                                                |
| Desetiboj         | Roman Šebrle 8 526 bodů                                                                    | Attila Zsivócky 8 356 bodů                                                           | Alexej Drozdov 8 350 bodů                                                          |

### Ženy
| Soutěž            | Zlato                                                                                     | Stříbro                                                                                   | Bronz                                                                                              |
| ----------------- | ----------------------------------------------------------------------------------------- | ----------------------------------------------------------------------------------------- | -------------------------------------------------------------------------------------------------- |
| 100 m             | Kim Gevaertová 11,06                                                                      | Jekatěrina Grigorjevová 11,22                                                             | Irina Chabarovová 11,22                                                                            |
| 200 m             | Kim Gevaertová 22,68                                                                      | Julija Guščinová 22,93                                                                    | Natalja Rusakovová 23,09                                                                           |
| 400 m             | Vanja Stambolovová 49,85                                                                  | Taťjana Veškurovová 50,15                                                                 | Olga Zajcevová 50,28                                                                               |
| 800 m             | Olga Kotljarovová 1:57,38                                                                 | Světlana Kljuková 1:57,48                                                                 | Rebecca Lyneová 1:58,45                                                                            |
| 1500 m            | Taťjana Tomašovová 3:56,91                                                                | Julija Čiženková 3:57,61                                                                  | Daniela Jordanovová 3:59,37                                                                        |
| 5000 m            | Marta Domínguezová 14:56,18                                                               | Lilija Šobuchovová 14:56,57                                                               | Elvan Abeylegesseová 14:59,29                                                                      |
| 10 000 m          | Inga Abitovová 30:31,42                                                                   | Susanne Wigeneová 30:32,36                                                                | Lidija Grigorjevová 30:32,72                                                                       |
| Maraton           | Ulrike Maischová 2.30:01                                                                  | Olivera Jevtićová 2.30:27                                                                 | Irina Permitinová 2.30:53                                                                          |
| 100 m překážek    | Susanna Kallurová 12,59                                                                   | Derval O'Rourkeová 12,72 Kirsten Bolmová 12,72                                            | neudělena                                                                                          |
| 400 m překážek    | Jevgenija Isakovová 53,93                                                                 | Fani Chalkiáová 54,02                                                                     | Teťana Antipovová 54,55                                                                            |
| 3000 m překážek   | Alesia Turavová 9:26,05                                                                   | Taťjana Petrovová 9:28,05                                                                 | Wioletta Janowská 9:31,62                                                                          |
| Štafeta 4 × 100 m | Rusko 42,27 Julija Guščinová Natalja Rusakovová Irina Chabarovová Jekatěrina Grigorjevová | Spojené království 43,51 Anyika Onuoraová Emma Aniaová Emily Freemanová Joice Maduakaová  | Bělorusko 43,61 Julija Něstěrenková Natallia Safronnikavová Aljena Neŭmjaržyckaja Aksana Drahunová |
| Štafeta 4 × 400 m | Rusko 3:25,12 Světlana Pospelovová Natalja Ivanovová Olga Zajcevová Taťjana Veškurovová   | Bělorusko 3:27,69 Julianna Žalnijaruková Světlana Usovičová Anna Kozaková Ilona Usovičová | Polsko 3:27,77 Monika Bejnarová Grażyna Prokopeková Ewelina Sętowská Anna Jesieńová                |
| Chůze na 20 km    | Ryta Turavová 1.27:08                                                                     | Olga Kaniskinová 1.28:35                                                                  | Elisa Rigaudová 1.28:37                                                                            |
| Skok do výšky     | Tia Hellebautová 2,03 m                                                                   | Venelina Venevová 2,03 m                                                                  | Kajsa Bergqvistová 2,01 m                                                                          |
| Skok o tyči       | Jelena Isinbajevová 4,80 m                                                                | Monika Pyreková 4,65 m                                                                    | Taťjana Polnovová 4,65 m                                                                           |
| Skok daleký       | Ljudmila Kolčanovová 6,93 m                                                               | Naide Gomesová 6,84 m                                                                     | Oksana Udmurtovová 6,69 m                                                                          |
| Trojskok          | Taťjana Lebeděvová 15,15 m                                                                | Hrysopiyí Devetzíová 15,05 m                                                              | Anna Pjatychová 15,02 m                                                                            |
| Vrh koulí         | Natalja Michněvičová 19,43 m                                                              | Petra Lammertová 19,17 m                                                                  | Olga Rjabinkinová 19,02 m                                                                          |
| Hod diskem        | Darja Piščalnikovová 65,55 m                                                              | Franka Dietzschová 64,35 m                                                                | Nicoleta Grasuová 63,58 m                                                                          |
| Hod kladivem      | Taťjana Lysenková 76,67 m                                                                 | Gulfija Chanafejevová 74,50 m                                                             | Kamila Skolimowska 72,58 m                                                                         |
| Hod oštěpem       | Steffi Neriusová 65,82 m                                                                  | Barbora Špotáková 65,64 m                                                                 | Mercedes Chillaová 61,98 m                                                                         |
| Sedmiboj          | Carolina Klüftová 6 740 bodů                                                              | Karin Ruckstuhlová 6 423 bodů                                                             | Lilli Schwarzkopfová 6 420 bodů                                                                    |

## Medailové pořadí
| Umístění | Stát               | Zlato | Stříbro | Bronz | Celkem |
| -------- | ------------------ | ----- | ------- | ----- | ------ |
| 1.       | Rusko              | 12    | 12      | 10    | 34     |
| 2.       | Německo            | 4     | 4       | 2     | 10     |
| 3.       | Bělorusko          | 4     | 3       | 2     | 9      |
| 4.       | Francie            | 4     | 1       | 3     | 8      |
| 5.       | Španělsko          | 3     | 3       | 5     | 11     |
| 6.       | Švédsko            | 3     | 1       | 2     | 6      |
| 7.       | Belgie             | 3     | 0       | 0     | 3      |
| 8.       | Portugalsko        | 2     | 1       | 1     | 4      |
| 9.       | Itálie             | 2     | 0       | 1     | 3      |
| 10.      | Spojené království | 1     | 5       | 5     | 11     |
| 11.      | Česko              | 1     | 2       | 1     | 4      |
| 12.      | Finsko             | 1     | 2       | 0     | 3      |
| 12.      | Řecko              | 1     | 2       | 0     | 3      |
| 14.      | Bulharsko          | 1     | 1       | 1     | 3      |
| 15.      | Nizozemsko         | 1     | 1       | 0     | 2      |
| 15.      | Norsko             | 1     | 1       | 0     | 2      |
| 17.      | Izrael             | 1     | 0       | 0     | 1      |
| 17.      | Lotyšsko           | 1     | 0       | 0     | 1      |
| 17.      | Litva              | 1     | 0       | 0     | 1      |
| 20.      | Polsko             | 0     | 3       | 4     | 7      |
| 21.      | Ukrajina           | 0     | 1       | 2     | 3      |
| 22.      | Estonsko           | 0     | 1       | 1     | 2      |
| 23.      | Maďarsko           | 0     | 1       | 0     | 1      |
| 23.      | Irsko              | 0     | 1       | 0     | 1      |
| 23.      | Lucembursko        | 0     | 1       | 0     | 1      |
| 23.      | Srbsko             | 0     | 1       | 0     | 1      |
| 23.      | Švýcarsko          | 0     | 1       | 0     | 1      |
| 28.      | Rumunsko           | 0     | 0       | 2     | 2      |
| 29.      | Dánsko             | 0     | 0       | 1     | 1      |
| 29.      | Slovinsko          | 0     | 0       | 1     | 1      |
| 29.      | Turecko            | 0     | 0       | 1     | 1      |